# Lawrence Lambe
Lawrence Lambe teljes nevén Lawrence Morris Lambe  (Montréal, 1863. augusztus 27. – Ottawa, 1919. március 12.) kanadai geológus és paleontológus, a Kanadai Geológiai Szolgálat (angolul Geological Survey of Canada GSC, franciául Commission géologique du Canada, CGC)  munkatársa. Zoológiai szakmunkákban nevének rövidítése: „Lambe”.

## Élete
1863. augusztus 27-én született Montréalban William Bushby Lambe ügyvéd és Margaret Morris Lambe egyetlen gyermekeként. Magániskolában kezdett Montreálban, majd Kingstonban a Kanadai Királyi Katonai Akadémián tanult 1880 és 1883 között. Kezdetben a Canadian Pacific Railway vasúttársaság mérnökeként állt munkába, majd a Kanadai Geológiai Szolgálat munkatársa lett.
Nyugat-Kanadában végzett geológiai kutató munkát 1897-től. 1902-ben kötött házasságot Mabel Maude Schriberrel. Majd az ezt követő években számos új dinoszaurusz nemzetséget és fajt fedezett fel. Sok időt töltött a Geológiai Szolgálat őslénytani és földtani tárában elhelyezett fosszíliák tanulmányozásával. 1902-ben ő írta le Kanada első dinoszaurusz leletét a Monoclonius nemhez sorolható fajokról. 1904-ben a Centrosaurust, 1910-ben az Euoplocephalust, melynek nevet is ő adott. 1913-ban felfedezte és elnevezte a Styracosaurus nemet, továbbá 1914-ben a Chasmosaurus és a  Gorgosaurus nemeket. 1917-ben létrehozta az Edmontosaurust a fejdísz nélküli kacsacsőrű dinoszauruszok egyik nemét. Felfedezései sorában aztán halála évében 1919-ben utolsóként befejezett Panoplosaurus következett. Ő írta le és nevezte el még az 1904-ben a George F. Sternberg által felfedezett Gryposaurust.
Lambe nem csak dinoszauruszokat kutatott és fedezett fel. 1907-ben leírta például a Leidysuchus canadensis krokodilfajt, mely egy késő kréta korban élt krokodil, ami szintén a Dinosaur Park Formáció néven ismert lelőhelyről került elő Albertából. Tanulmányozta továbbá még a Devon időszakban élt halakat és a Paleozoikumban élt korallokat. Gyűjtött rovarokat és növényeket Brit Columbiában, de neve főleg a dinoszauruszok kutatásában elért eredményei miatt vált ismertté. A Kanadai Királyi Tudós Társaság (Royal Society of Canada), valamint a Londoni Geológiai Társaság (Geological Society of London) is tagjai közé választotta.

## Emlékezete
Szigetet neveztek el róla Kanadában a Lambe-szigetet, ami Algoma körzetben, Ontario tartományban található. Tiszteletére nevezte el William Parks a Lambeosaurus dinoszaurusz nemet.

## Publikációi
- Lawrence Lambe 'Album of 632 paleontological drawings' (1885–1891), From The Logan Collection, Geological Survey of Canada (1891)
- Lawrence Morris Lambe `Collected papers` eBook - Digitized from 1901 volume
- Lawrence Morris Lambe ‘On Trionyx Foveatus, Lediy, And Trionyx, Vagans, Cope, From The Cretaceous Rocks Of Alberta’ (1902); published in 2008 by Kessinger Publishing, LLC.
- Lawrence Morris Lambe ‘Sponges From The Western Coast Of North America’ (1894); published in 2008 by Kessinger Publishing, LLC.
- Lawrence Morris Lambe ‘Presidential address: The past vertebrate life of Canada’ (1912) by Royal Society of Canada; published in 2008 by Kessinger Publishing, LLC.
- Lawrence Morris Lambe 'Description of a new species of Platysomus from the neighborhood of Banff, Alta' (1914) by Royal Society of Canada; published in 2008 by Kessinger Publishing, LLC.
- Lawrence Morris Lambe 'On new species of Aspideretes from the Belly River formation of Alberta: With further information regarding the structure of the carapace of Boremys pulchra' (1914) published in 2008 by Kessinger Publishing, LLC.